# Выселки (Сухиничский район)
Вы́селки — деревня в Сухиничском районе Калужской области. Входит в состав сельского поселения «Деревня Радождево».

## География
Деревня находится в центральной части Калужской области, в пределах северо-западной части Среднерусской возвышенности на автодороге межмуниципального значения 29К-017 (Козельск — Сухиничи — М-3 «Украина»), на расстоянии примерно 4 км (по автодорогам) к югу от города Сухиничи, административного центра района.

### Часовой пояс
Деревня Выселки, как и вся Калужская область, находится в часовой зоне МСК (московское время). Смещение применяемого времени относительно UTC составляет +3:00.

## История
Поселение возникло предположительно в конце 1920-х годов в составе Сухиничского округа Западной области РСФСР. С 1937 года — в составе Сухиничского района Смоленской области, а с 1944 года — Калужской области.
В годы Великой Отечественной войны деревня была оккупирована войсками Нацистской Германии с октября 1941 года по март 1942 года. Зимой 1942 года здесь шли тяжёлые бои. 

## Население
| 2002 | 2010 |
| ---- | ---- |
| 13   | ↘11  |

### Национальный состав
Согласно результатам переписи 2002 года, в национальной структуре населения русские составляли 100 %.

## Достопримечательности
В деревне и на окраине Грачикова леса установлены памятники на братских могилах советским воинам, погибшим здесь в боях за Сухиничи. В братской могиле в деревне покоится прах 1128 красноармейцев, а в могиле на окраине Грачикова леса — более 198-ми.